# 船橋市警察
船橋市警察（ふなばししけいさつ）は、かつて存在した千葉県船橋市の自治体警察。

## 概要
旧警察法の施行で、従来の千葉県警察部が解体され、1948年（昭和23年）3月7日に船橋市警察署が設置された。
その後、1954年（昭和29年）に、旧警察法を全面改正する形で新警察法が公布された。これにより国家地方警察と自治体警察が廃止され、新たに都道府県警察として千葉県警察本部が発足。船橋市警察も千葉県警察に統合され、姿を消した。